# Фукс, Герберт
Герберт Фукс (нем. Herbert Fux; 25 марта 1927[…], Халлайн, Зальцбург — 13 марта 2007[…], Цюрих) — австрийский киноактёр и политик. С 1960 по 2007 год снялся более чем в 140 фильмах.

## Биография
Фукс родился в Халлайне, в возрасте 5 лет переехал с семьей в город Зальцбург, где его отчим работал членом правления Ландестеатра. Сдав экзамены на аттестат зрелости в условиях конца Второй мировой войны в 1944 году, он учился в Зальцбургском университете, после чего начал карьеру театрального актёра.
С 1960-х годов Фукс появлялся на экране, а позже и на телевидении, часто играя роли злодеев в многочисленных фильмах категории B и криминальных боевиках, а также в спагетти-вестернах и даже снялся в 4 баварских порнофильмах (в нон-секс ролях). Насыщенная карьера Фукса исчисляется ролями в 120 фильмах и 300 телевизионных постановках, зачастую под руководством известных режиссеров, где он воплотил широкий спектр второстепенных ролей, часто характерных, причудливых персонажей. 
С 1977 года Фукс стал активно участвовать в политической жизни Австрии. Он боролся против уничтожения старинных зданий, спекуляций с постройкой новых домов, критиковал партийное правительство. На закате лет он написал книгу воспоминаний, где описал свою насыщенную актёрскую и политическую жизнь. Убеждённый сторонник права на смерть, Фукс умер в возрасте 79 лет по собственному желанию, с помощью швейцарской ассоциации эвтаназии «Dignitas» в Цюрихе.